# Publio di Malta
Publio (in latino Publius, in maltese San Publju) (Malta, ... – Malta, 112) è stato un vescovo maltese, primo vescovo di Malta.

## Biografia
Publio ospitò san Paolo durante il suo naufragio sull'isola di Malta, come riportato dagli Atti degli Apostoli: san Paolo guarì il padre di Publio dalla dissenteria e dalla febbre.
Fu martirizzato attorno all'anno 112, durante la persecuzione di Traiano.

## Culto
Infatti, oltre ad essere il santo patrono della cittadina di Floriana, san Publio è anche uno dei patroni di Malta.
San Publio non fu mai canonizzato come tutti i santi della sua epoca.
La sua festa ricorre il 21 gennaio.
C'è un altro san Publio in Grecia che potrebbe essere confuso con il san Publio di Malta. 
Secondo un'altra versione si tratta dello stesso santo, che si recò ad Atene, ne fu vescovo e vi subì il martirio nel 125.